# UFRaw
UFRaw (Unidentified Flying Raw) is een programma dat foto's in RAW-formaat van veel verschillende digitale camera's kan openen en bewerken. UFRaw is beschikbaar als zelfstandig programma of als een GIMP-plug-in. Als zelfstandig programma heeft het een grafische gebruikersomgeving nodig of een Command Line Interface voor een groepsbewerking.
UFRaw opent rawfoto's door gebruik te maken van DCRaw als een backend en ondersteunt color management via LittleCMS, waardoor de gebruiker input, output en display kleurprofielen kan invoeren.
De laatste versie, 0.19.2.2, kwam uit op 25 maart 2013 en is gebaseerd op DCRaw 9.17.